# Spanisch-Marokko

Das Protektorat Spanisch-Marokko

Spanisch-Marokko (spanisch Protectorado Español de Marruecos, arabisch حماية إسبانيا في المغرب, DMG Ḥimāyat Isbāniyā fī l-Maġrib) war ein 1912 durch den Vertrag von Fès gebildetes spanisches Protektorat, das bis 1956 bestand. Es bestand aus zwei Landstreifen in Marokko: Einer führte entlang der marokkanischen Mittelmeerküste, der andere war der sogenannte Tarfaya-Streifen (Kap Juby) zwischen der damaligen Kolonie Spanisch-Sahara und dem französischen Marokko. Die Hauptstadt von Spanisch-Marokko war Tétouan.

## Geschichte
Nach dem zweiten Rifkrieg (1909) und der Zweiten Marokkokrise 1911 sicherte sich Frankreich im Vertrag von Fès vom 30. März 1912 den Großteil Marokkos als Einflusssphäre. Am 27. November 1912 wurde Spanien in einem französisch-spanischen Vertrag ein Protektorat in Nordmarokko zugestanden. Das Protektorat zählte um 1912 rund 760.000 Einwohner. Formell bestand wie in Französisch-Marokko die Autorität des alawidischen Sultans von Marokko weiter. Erst nach der Niederlage der aufständischen Berber im dritten Rifkrieg (1921–1926) wurde das Land mit einer spanischen Administration durchsetzt. Seit 1908 bestand die Compañía Española de Minas del Rif.
Zwischen 1919 und 1923 fanden in Marokko rund 12.000 bis 13.000 Spanier einen gewaltsamen Tod. In den Zahlen sind die getöteten einheimischen Hilfstruppen nicht mitgerechnet. Wegen der Grausamkeit der Kämpfe hatte die spanische Armee große Schwierigkeiten, die einberufenen Soldaten zu mobilisieren. So traten 1917 nur 54,05 % der Dienstpflichtigen ihren Einsatz in Nordafrika tatsächlich an, auch weil die Armee nach geschätzten 50.000 durch Krankheiten und Verletzungen gestorbenen Soldaten, die der Krieg um Kuba gefordert hatte, ein sehr schlechtes Ansehen hatte. Die Zahl der Dienstverweigerer und Entbundenen hielt sich bis 1925 bei etwa 30 % der Einberufenen. Dem Militärdienst in Marokko nicht entgehen konnten meist nur junge Männer aus armen Familien, doch führte der Dienstzwang zu einer Auswanderungswelle aus den wirtschaftlich schwachen Regionen Andalusien, Kanaren und der atlantischen Nordküste nach Lateinamerika.
1921 berichtete der vom General Juan Picasso González vorgestellte Untersuchungsbericht Expediente Picasso von schwerwiegender Disziplinlosigkeit unter spanischen Soldaten und Offizieren: In Ceuta und Melilla waren Geldspiel und Prostitution unter Soldaten allgegenwärtig. Weil die Soldzahlungen die finanziellen Möglichkeiten bereits übertrafen, waren Soldaten kaum ausgerüstet und besaßen häufig nicht einmal Schuhe. Offiziere verkauften Waffen und Munition an die gegnerische Seite, mitunter auch zur Bezahlung von Spielschulden. Allgemein hielten sie sich für unterbezahlt und waren ohne Aussicht auf baldige Etablierung. Finanzielle Unterschlagungen, Bestechlichkeit und Schwarzhandel jeder Art wurden im Regierungsbericht aufgezählt. Die hygienischen Bedingungen in den Kasernen waren schlecht, was viele tödlich verlaufende Krankheiten zur Folge hatte. Die Picasso-Kommission war aber hauptsächlich deshalb eingesetzt worden, weil der Kriegsverlauf nach der Schlacht von Annual im Juli 1921 von der Armeeleitung als „Desaster“ bezeichnet worden war. Im Verlauf der Kampfhandlungen wurde von den Spaniern Giftgas eingesetzt.
In Spanisch-Marokko nahm im Jahr 1936 der Putsch Francisco Francos gegen die spanische Regierung und damit der Spanische Bürgerkrieg seinen Anfang, der 1939 mit Francos Sieg endete und in eine von ihm geführte Diktatur mündete, die erst mit seinem Tod (1975) endete. Nach dem Zweiten Weltkrieg konnte die arabisch-nationalistische Unabhängigkeitsbewegung unter Sultan Mohammed V. zunehmend an Einfluss gewinnen, so dass Frankreich den 1953 abgesetzten Herrscher 1955 erneut inthronisieren ließ.
Am 2. März 1956 wurde Französisch-Marokko in die Unabhängigkeit entlassen, was auch Spanien in Zugzwang brachte, das am 7. April 1956 den nördlichen Teil von Spanisch-Marokko in die Unabhängigkeit entließ. Mohammed V. wurde am 14. August 1957 zum König proklamiert. Der südliche Teil von Spanisch-Marokko, das Gebiet um Kap Juby, auch Tarfaya-Streifen genannt, wurde erst nach dem Ifni-Krieg und dem Abkommen von Angra de Cintra vom 2. April 1958 marokkanisch.

## Verwaltung
Die höchste Regierungsautorität innerhalb des Protektorats nahm ein militärischer Oberbefehlshaber wahr. Administrativ war das Gebiet zwar dem spanischen Außenministerium unterstellt. Durch die dominierende Rolle der Militärs im Protektorat erlangte jedoch das Kriegsministerium erheblichen Einfluss auf die Kolonialpolitik. Auf lokaler Ebene wurden einheimische Gouverneure (sogenannte quwwad) meist einem Konglomerat von Stämmen zugeteilt. Gegenüber den örtlichen Militärkommandanten hatten diese Funktionäre jedoch keinerlei Befugnisse. In den Jahren 1926/7 wurde das Gebiet in fünf Territorien untergliedert.

## Plazas de soberanía
Nicht zu Spanisch-Marokko gehörten die Plazas de soberanía (Ceuta mit der Isla Perejil, Melilla und die Inselgruppen Chafarinas, Alhucemas und Vélez de la Gomera) sowie die Enklave Ifni, die seit Jahrhunderten bereits spanische Besitzungen waren. Deshalb wurden diese Gebiete im Jahr 1956 auch nicht an Marokko übertragen. Ifni wurde erst im Jahr 1969 nach internationalem Druck marokkanisch, die Plazas de soberanía gehören noch heute zu Spanien. Ebenfalls nicht zu Spanisch-Marokko gehörte die Internationale Zone von Tanger.

## Liste der Hochkommissare von Spanisch-Marokko
1. Felipe Alfau y Mendoza (3. April 1913 bis 15. August 1913)
2. José Marina Vega (17. August 1913 bis 9. Juli 1915)
3. Francisco Gómez Jordana, 1. Amtszeit (9. Juli 1915 bis Januar 1919)
4. Dámaso Berenguer Fusté (Januar 1919 bis 13. Juli 1922)
5. Ricardo Burguete Lana (15. Juli 1922 bis 22. Januar 1923)
6. Luis Silvela y Casado (16. Februar 1923 bis 14. September 1923)
7. Luis Aizpuru (25. September 1923 bis 16. Oktober 1924)
8. Miguel Primo de Rivera (16. Oktober 1924 bis November 1925)
9. José Sanjurjo y Sacanell, 1. Amtszeit (November 1925 bis 1928)
10. Francisco Gómez Jordana, 2. Amtszeit (1928 bis 1931)
11. José Sanjurjo y Sacanell, 2. Amtszeit (19. April 1931 bis 20. Juni 1931)
12. Luciano López Ferrer (20. Juni 1931 bis Mai 1933)
13. Juan Moles Ormella, 1. Amtszeit (Mai 1933 bis 23. Januar 1934)
14. Manuel Rico Avello (23. Januar 1934 bis März 1936)
15. Juan Moles Ormella, 2. Amtszeit (März 1936 bis Juli 1936)
16. Arturo Álvarez-Buylla (ab 18. Juli 1936)
17. Eduardo Sáenz de Buruaga (1936)
18. Francisco Franco (1936)
19. Luis Orgaz Yoldi, 1. Amtszeit (1936 bis 1937)
20. Juan Beigbeder (August 1937 bis 1939)
21. Carlos Asensio Cabanillas (Februar 1940 bis 12. Mai 1941)
22. Luis Orgaz Yoldi, 2. Amtszeit (12. Mai 1941 bis 4. März 1945)
23. José Enrique Varela (4. März 1945 bis 24. März 1951)
24. Rafael García Valiño y Marcén (März 1951 bis 7. April 1956)